# Hermann Panzo
Hermann Panzo (Saint-Esprit, 8 febbraio 1958 – Fort-de-France, 30 luglio 1999) è stato un velocista francese.

## Palmarès
- Giochi olimpici

Mosca 1980: bronzo nella staffetta 4x100 metri.
- Coppa Europa

Zagabria 1981: bronzo nei 100 metri, bronzo nella staffetta 4x100 metri.
- Europei - Under 20

Doneck 1977: oro nei 100 metri, oro nella staffetta 4x100 metri.